# Tee Jing Yi
Tee Jing Yi (* 8. Februar 1991 in George Town, Penang) ist eine malaysische Badmintonspielerin.

## Karriere
Tee Jing Yi wurde 2010 und 2011 malaysische Meisterin im Dameneinzel. 2011 belegte sie mit dem malaysischen Team den fünften Platz im Sudirman Cup. Bei der Malaysia Super Series 2010, der Malaysia Super Series 2011 und dem China Masters 2011 schied sie dagegen schon in Runde eins aus.

## Sportliche Erfolge
| Saison    | Veranstaltung             | Disziplin   | Platz | Name        |
| --------- | ------------------------- | ----------- | ----- | ----------- |
| 2008      | Penang Open               | Dameneinzel | 2     | Tee Jing Yi |
| 2009/2010 | Malaysische Meisterschaft | Dameneinzel | 1     | Tee Jing Yi |
| 2010/2011 | Malaysische Meisterschaft | Dameneinzel | 1     | Tee Jing Yi |
| 2011      | Sudirman Cup              | Team        | 5     | Malaysia    |
| 2011      | Vietnam International     | Dameneinzel | 1     | Tee Jing Yi |